# St. Stephani (Bremen)

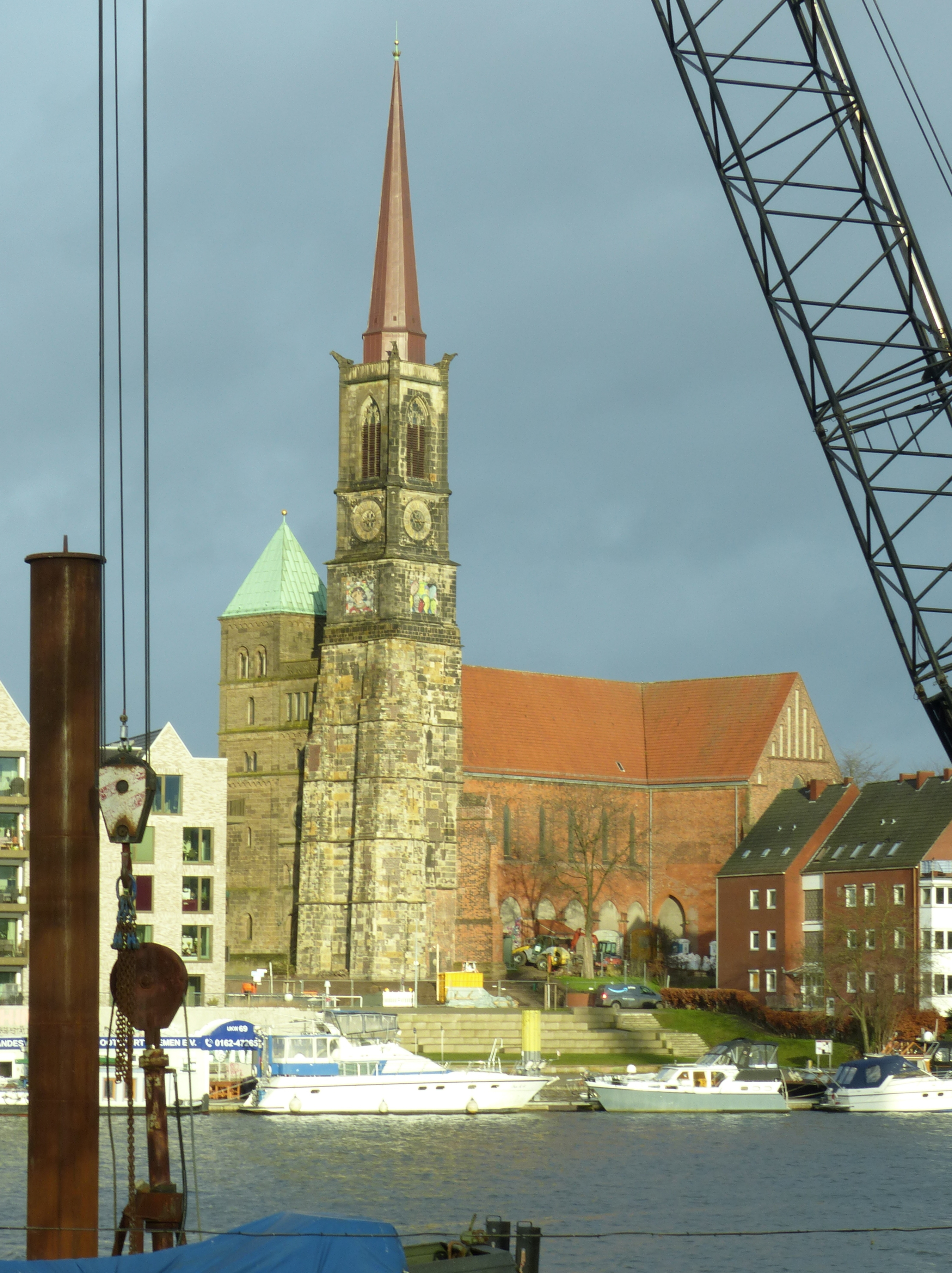
Blick vom linken Weserufer

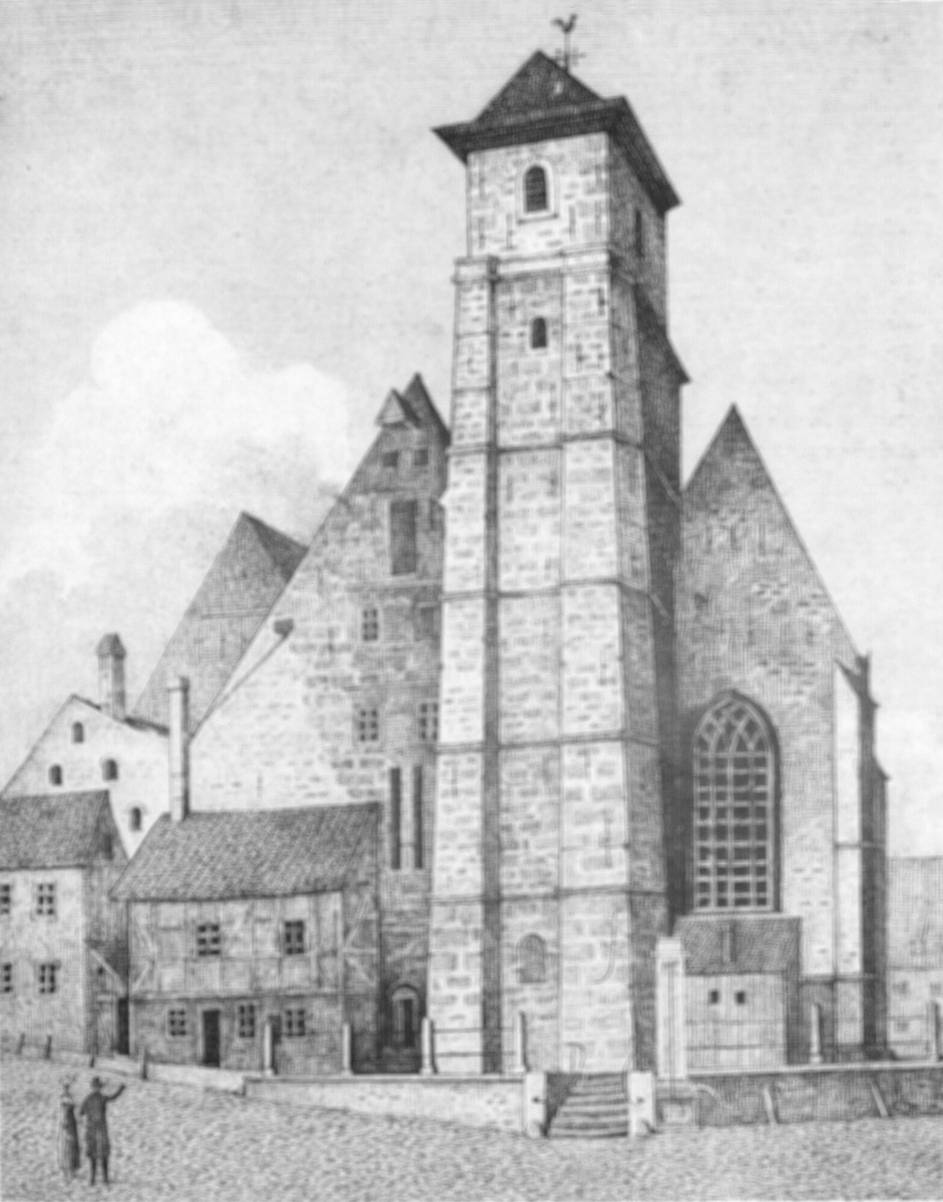
St. Stephani um 1830

Die Kirche St. Stephani (Plattdeutsch Sunte Steffen) ist eine am westlichen Ende der bremischen Altstadt gelegene Pfarrkirche, die seit 1973 unter Denkmalschutz steht. Sie bildet den städtebaulichen Mittelpunkt des altstädtischen Stephaniviertels, welches nach völliger Zerstörung im Zweiten Weltkrieg mit Ausnahme der Kirche modern wiederaufgebaut wurde.

## Geschichte und Architektur

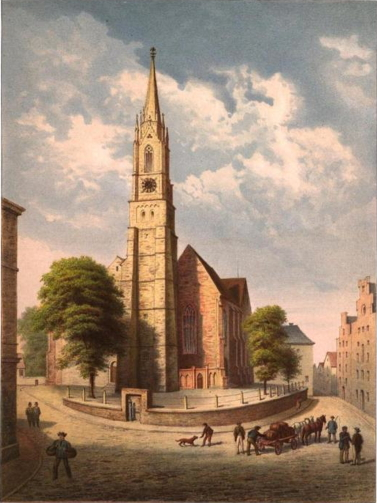
St. Stephani um 1870

### Mittelalter und frühe Neuzeit

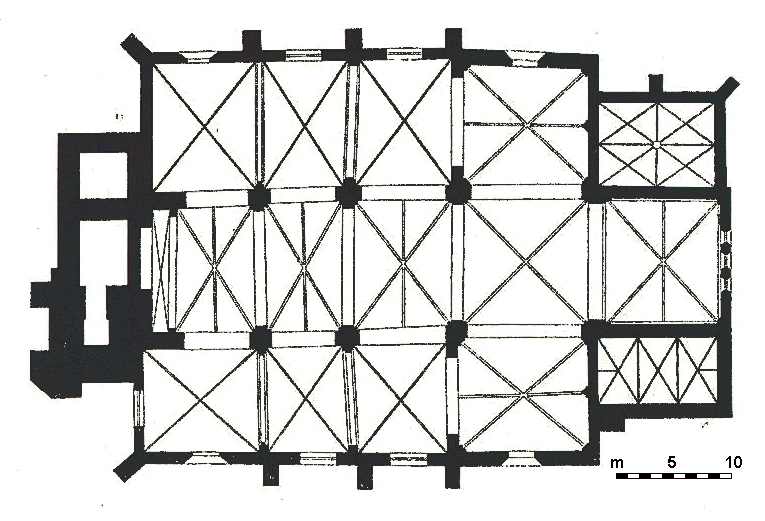
Grundriss vom 14. Jh. bis 1888

Adam von Bremen zufolge gründete Erzbischof Adalbert I. um 1050 gleichzeitig mit der Wilhadipropstei eine Propstei des Heiligen Stephan auf der fortan Steffensberg genannten Erhebung der Bremer Düne westlich der damals noch unbefestigten Marktsiedlung. Erzbischof Adalbert II. verlegte 1139 das Wilhadistift auf den (möglicherweise nicht mehr von einer Kongregation besetzten) Stephaniberg und erteilte der Kirche, die Bremer Bürger dort zu bauen versprochen hatten, die Pfarrrechte für die dort ansässigen Bremer Bürger und für die Dörfer Utbremen und Walle. Zunächst trug sie den Namen St. Wilhadi und St. Stephani oder kurz St. Wilhadi, erst mit der Reformation setzte sich der Name St. Stephani durch.
Spuren dieser wohl ersten Pfarrkirche fanden sich im Westen des Kirchenschiffs (im Untergrund des Schiffs sowie der Rückwand des Turms und benachbarten Teilen der alten Westwand) in Form von Mauer- und Fundamentspuren einer Basilika mit schmalerem Mittelschiff als dem heutigen.

Chor und nördliches Querschiff weitgehend wie im 13. Jh., Strebepfeiler aber von 1891

Im 13. Jahrhundert musste die Kirche unter Gerhard II. nach einem Brand erneuert werden. Dieser Bau wurde anscheinend vom Chor in Richtung auf die erhaltene Westfront vollzogen. Der Grundriss hatte auffällig unregelmäßige Pfeilerabstände und schiefe Winkel. Die älteren Gewölbe im Chor waren noch in Sandstein ausgeführt, die jüngeren im Mittelschiff des Langhauses schon in Backstein. Der Chorgiebel besteht in den unteren zwei Dritteln aus Sandstein, sein Giebeldreieck und Querhausgiebel wurde von Anfang an in Backstein aufgeführt. Die stilistische Ähnlichkeit des Chorgiebels mit dem ab 1244 errichteten der Ansgarikirche legt die Vermutung nahe, dass der frühgotische Umbau der Stephanikirche etwa gleichzeitig erfolgte. Die in den Dreiecken der Chorgiebel beider Kirchen zu findenden Blendarkaden mit Zwillingsbögen mit Mittelkonsole als Innenstufe verweisen auf die Blendarkade am zweiten Obergeschoss des nördlichen Bremer Domturms.
Ende des 14. Jahrhunderts wurde die Kirche zu einer Pseudobasilika umgebaut, mit nur geringen Veränderungen an Querschiff und Chor. Auch die Gewölbe des Mittelschiffs blieben erhalten. Diejenigen Pfeiler der Längsarkaden, die bisher unter anderem die Querrippen der sechsfeldrigen Gewölbe gestützt hatten, wurden entfernt. Die verbliebenen Pfeiler wurden verstärkt. Die neuen, höheren Bögen der Arkenden reichten bis gerade unter den Ansatz der Mittelschiffsgewölbe und trugen deren Querrippen. Von der Westfront bis zum Querschiff war die Kirche von drei parallelen Dächern in Längsrichtung bedeckt. Ausweislich Abb. 00001172p02 der Denkmaldatenbank scheint die frühgotische Vierung bis 1891 erhalten geblieben zu sein.
Im 17. Jahrhundert musste der Südturm saniert werden. Er erhielt 1644–1646 Strebepfeiler an den Außenecken, wurde aufgestockt und mit einem hohen spitzen Dach versehen. Nach einem Brand 1754 bekam er ein schlichteres Pyramidendach mit geringer Neigung.
Vom Nordturm gab es seit dem Mittelalter nur einen Sockel, der äußerlich nicht in Erscheinung trat.

Giebeldreiecke, Zeichnungen von 1876
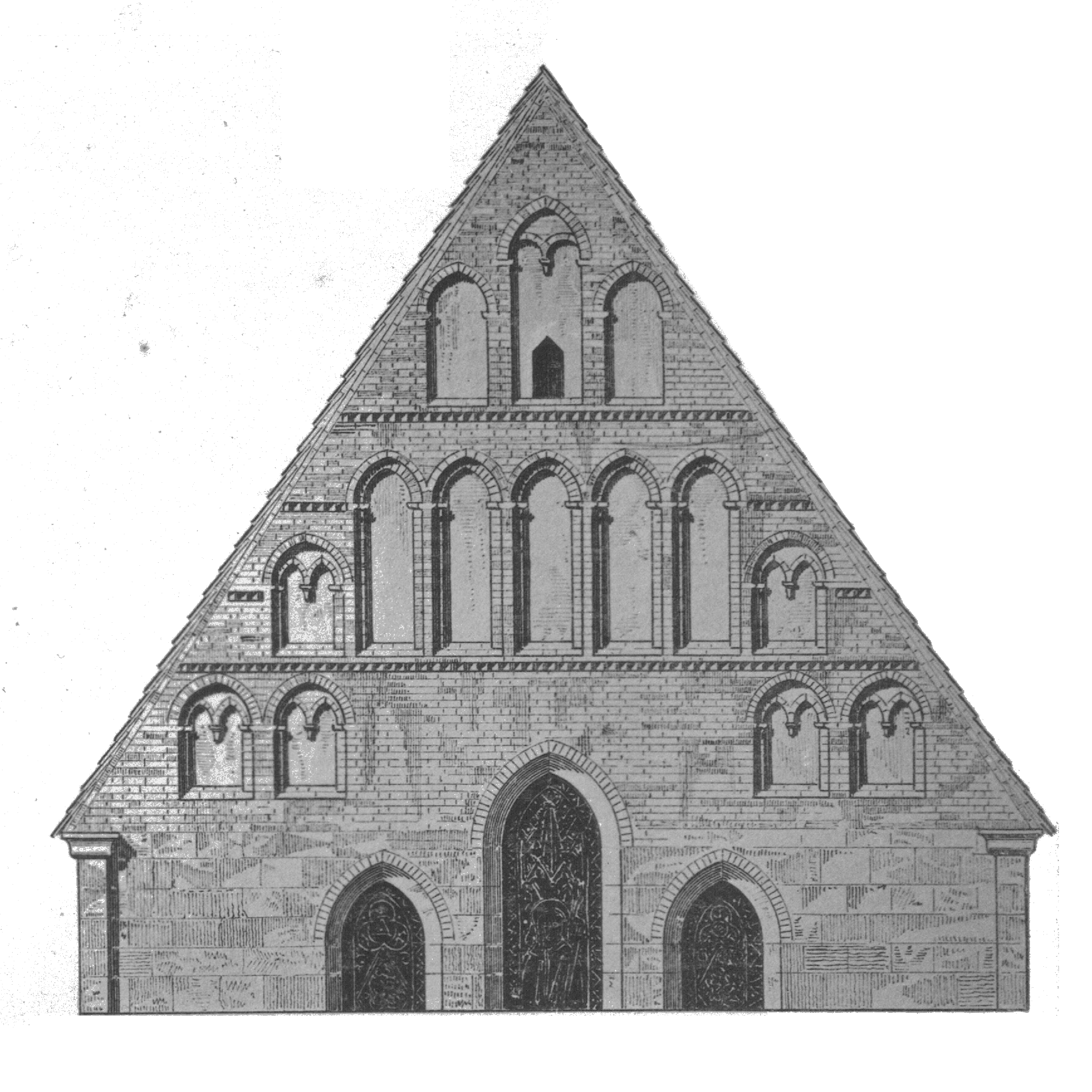
Chorgiebel, frühgotisch, Fensterbögen aus Backstein, 1891 durch Sandstein ersetzt
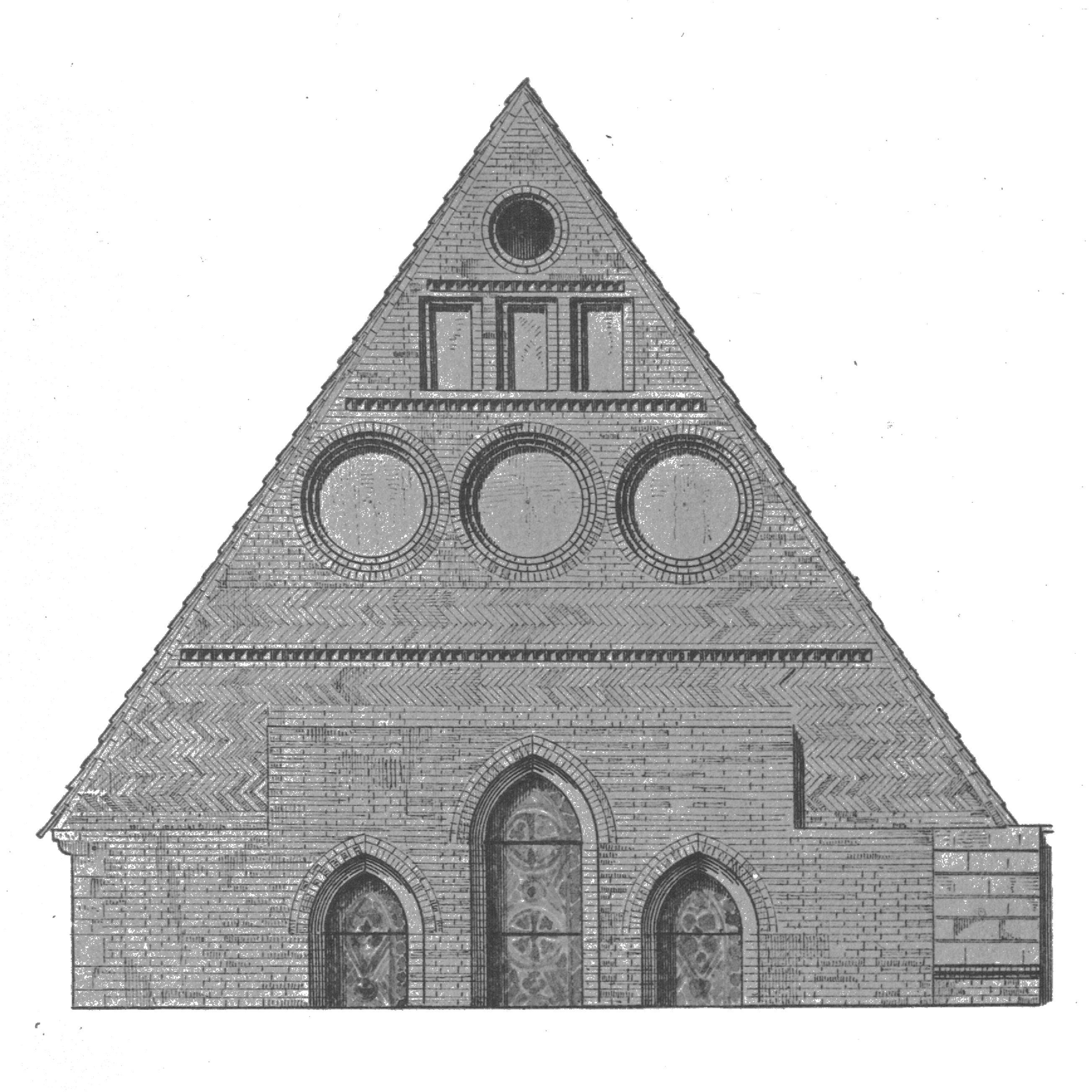
Nordgiebel, frühgotisch, seit 1876 nur wenig verändert, aber Eingangspartie neu
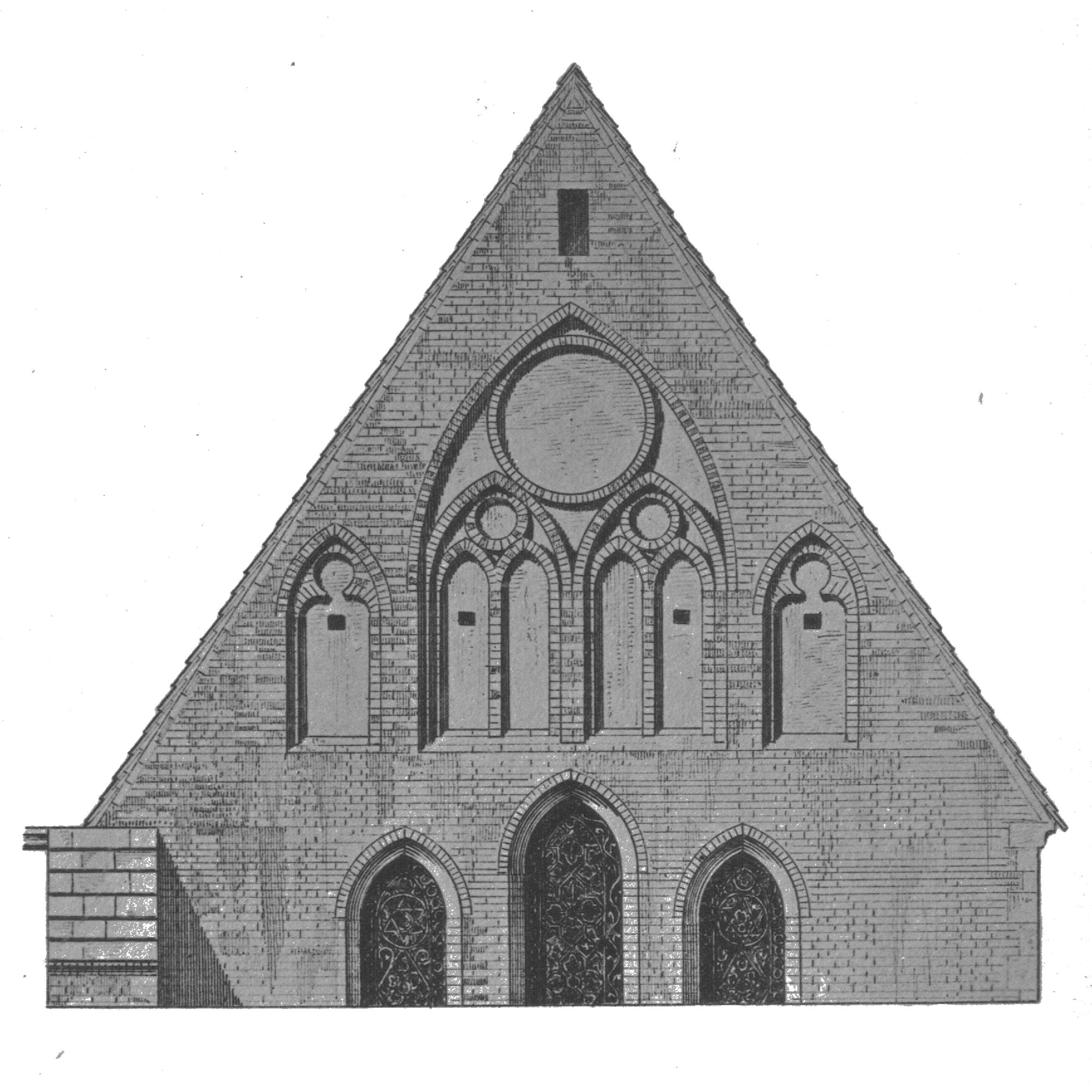
Südgiebel, stilistisch moderner, im 2. Weltkrieg eingestürzt, heute 7 schlanke Blenden

### Historismus

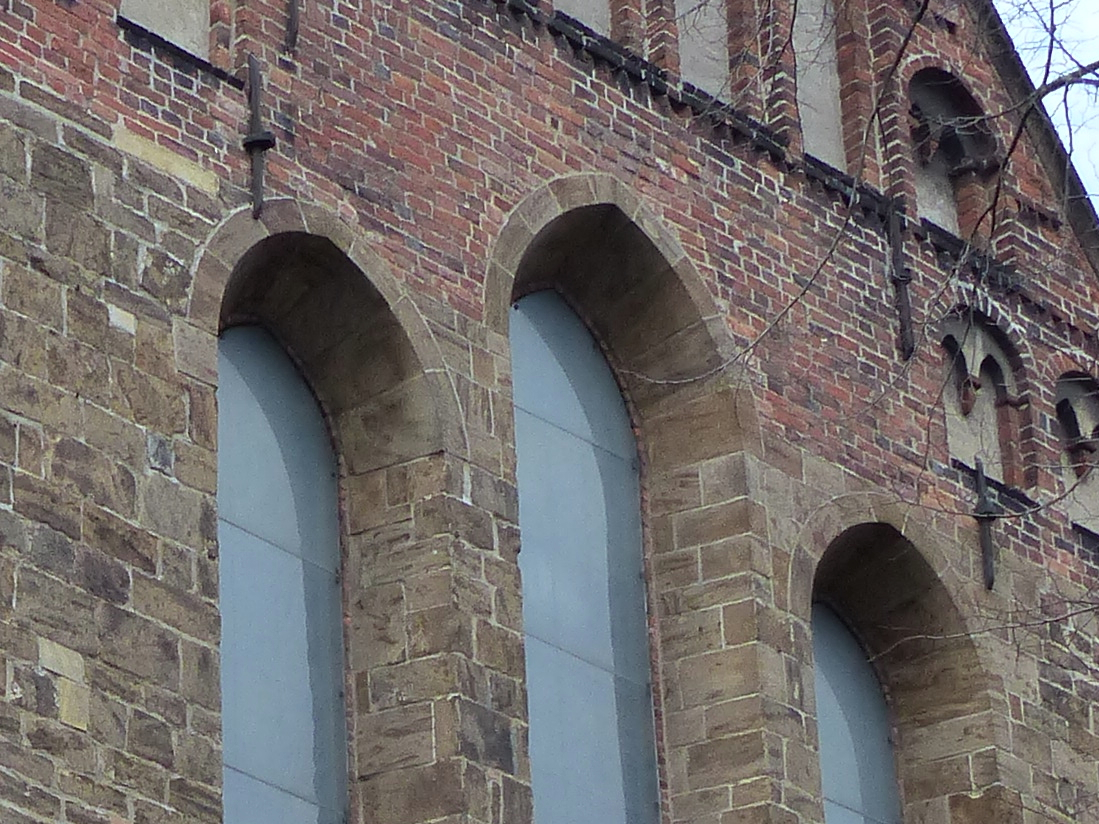
Fensterbögen 1891/92 in glattem, scharfkantigen Sandstein ersetzt

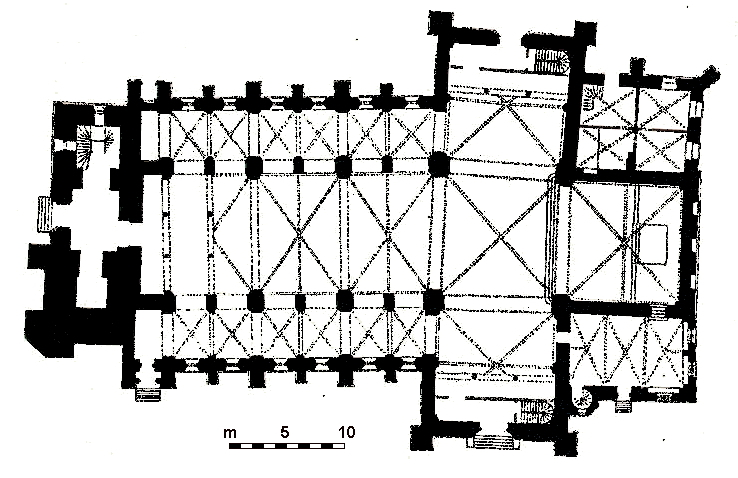
Grundriss 1891 bis 1944

Im Jahr 1856 erhielt der Südturm ein neugotisches Obergeschoss und wieder ein hohes Spitzdach.

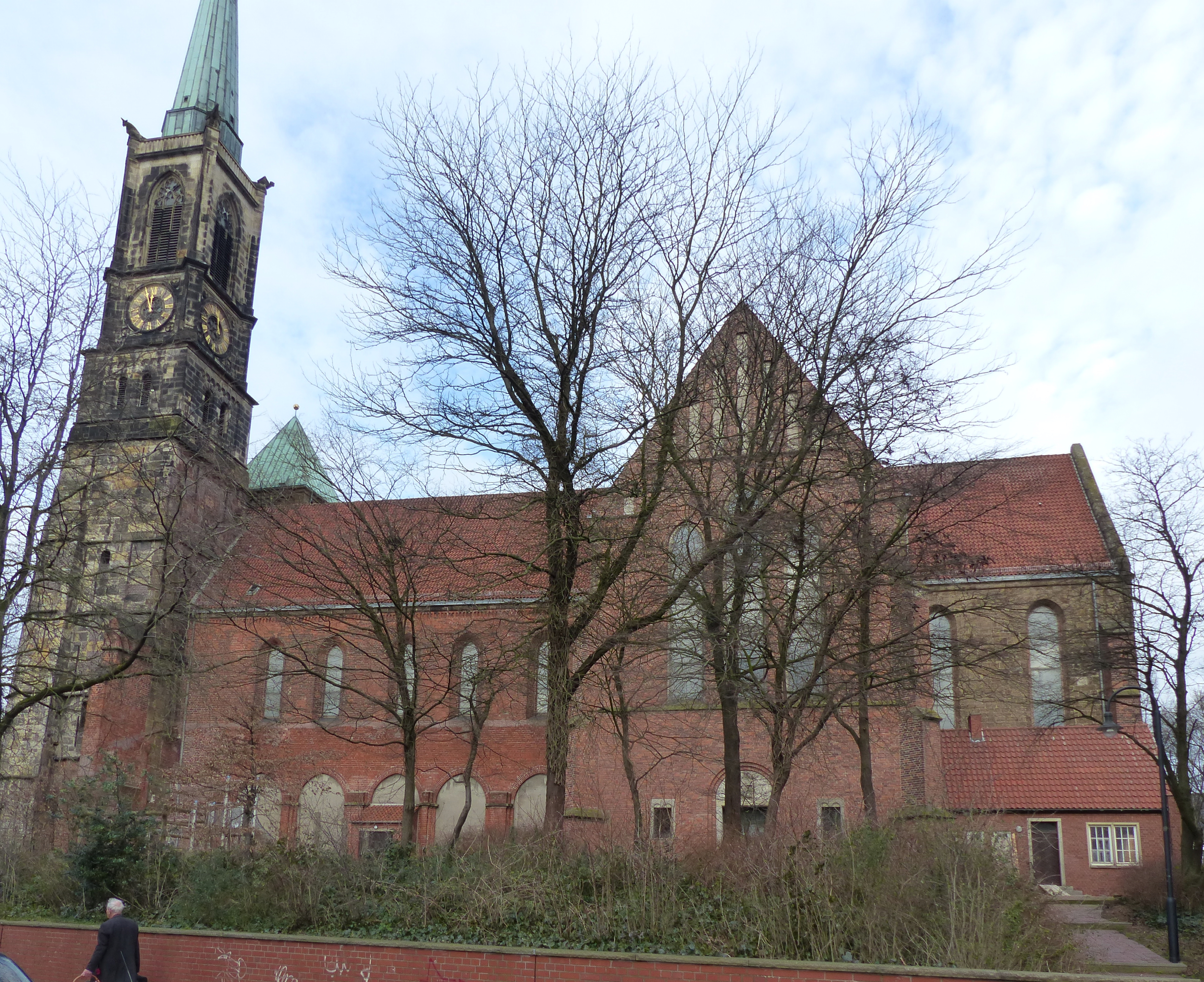
Ansicht von Süden: Langhaus mit zugemauerter Arkade statt Seitenschiff, Querschiffsgiebel in neuer Form wiederaufgebaut, Chorwand hier alt

Im Lauf des 19. Jahrhunderts wurde am Kirchenschiff erheblicher Sanierungsbedarf festgestellt. Die Gemeinde entschied sich für einen Abriss und Neubau. Den Auftrag erhielt der auf Neugotik spezialisierte Baurat Conrad Wilhelm Hase aus Hannover. Unter weitgehender Erhaltung von Querschiff und Chor aus der Zeit vor dem 14. Jahrhundert schuf er 1888/1889 eine Basilika im romanisch-gotischen Übergangsstil mit neoromanischen Seitenschiffen. Um die Schiffe möglichst regelmäßig zu gestalten, riss er das gesamte Langhaus zwischen dem Vorjoch an der Westwand und der Vierung ab und entfernte sogar die alten Fundamente aus Findlingen. Die neuen Pfeiler und Außenwände stellte er auf Ziegelfundamente. Obwohl keine Originalpläne vorlagen, wurden Abriss und Neubau von Zeitgenossen als Wiederherstellung des hochmittelalterlichen Bauzustandes aufgefasst.
Den Nordturm und die Mittelpartie der Westfassade gestaltete er frei.
Kleine Veränderunge nahm er auch an den östlichen Teilen der Kirche vor. Im 13. Jahrhundert war der Wechsel von Sandstein zu Backstein bei der Errichtung des Chorgiebels schon vor Fertigstellung der hohen Dreifenstergruppe erfolgt, die Fensterbögen ebenso wie das Giebeldreieck aus Backstein errichtet worden. Wo das Fugeennetz der zeichnerische Aufnahme von 1876 noch Backstein erkennen lässt, steht heute Sandstein, der sich durch glatte Oberflächen und scharfe Kanten von den verwitterten Oberflächen und groben Kanten rechts und links der Dreifenstergruppe unterscheidet. Der nördliche Querhausgiebel wurde unterhalb der Sohlbänke der Fenster offensichtlich völlig erneuert.
Wie an Foto 00001172h02 der Denkmaldatenbank mit etwas Mühe zu erkennen, behielt das südliche Giebeldreieck seine maßwerkgeschmückte Mittelblende.

### Stephanigemeinde in der NS-Diktatur

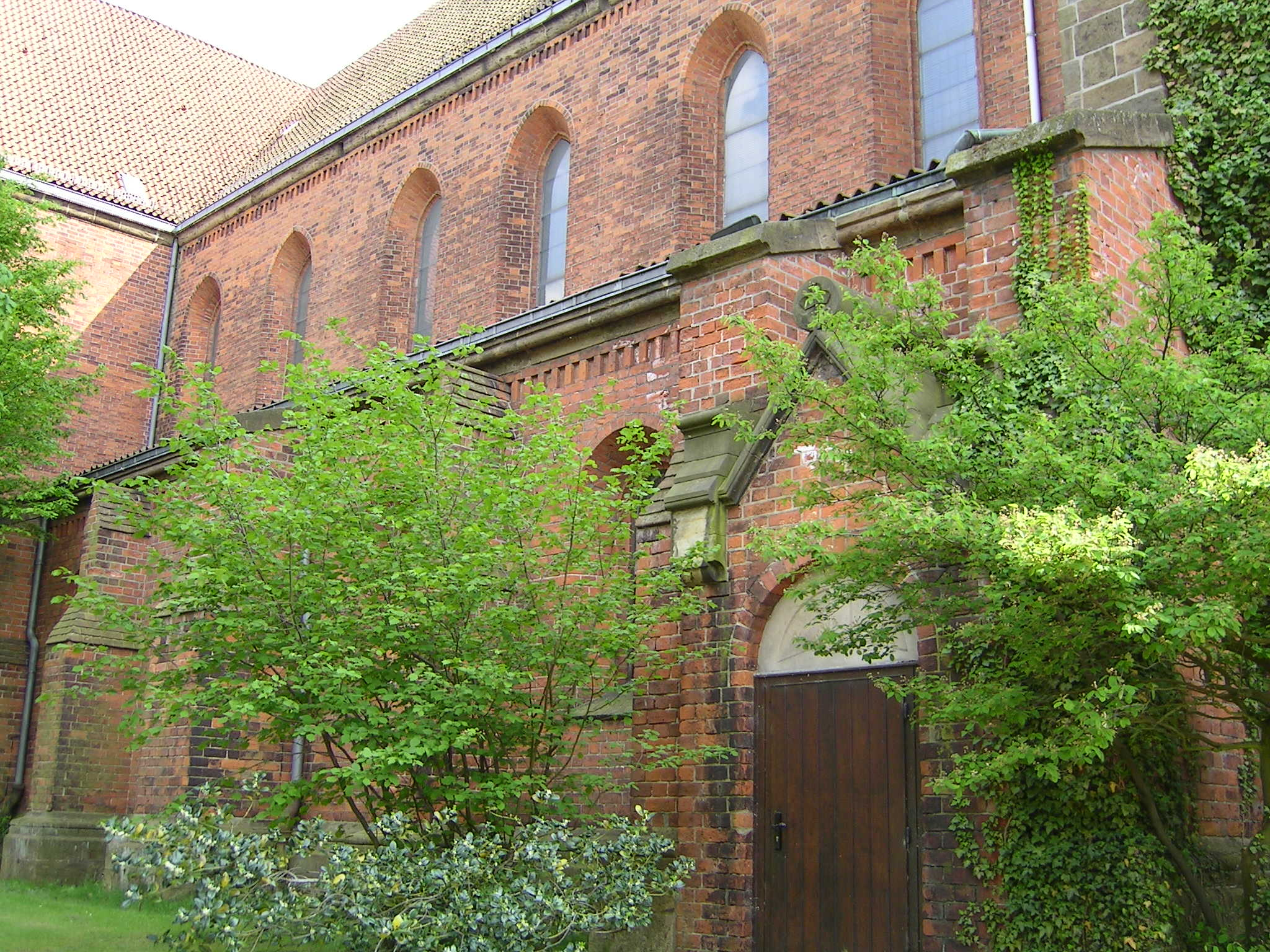
Nördl. Seitenschiff u. Obergaden

Während der NS-Zeit widersetzte sich die Gemeinde den Eingriffen der sogenannten Deutschen Christen. Anstelle des mundtot gemachten Presbyteriums bildete sich 1934 ein „Bruderrat“ aus zwei Frauen und drei Männern, die der Bekennenden Kirche angehörten. Ihr schlossen sich beide Pfarrer, Wiard Rosenboom und Dr. Gustav Greiffenhagen (Vater von Martin Greiffenhagen) sowie viele Gemeindemitglieder an. Pfarrer Greiffenhagen wurde zeitweilig suspendiert und in „Schutzhaft“ genommen. Nach dem frühen Tod von Pfarrer Rosenboom 1937 wurde an dessen Stelle Pastor Fritz Schipper „illegal“ eingestellt: Er wurde weder vom deutschchristlichen Landesbischof noch von der Landeskirche anerkannt, sondern von der Gemeinde bezahlt.

### Kriegszerstörung und Wiederaufbau

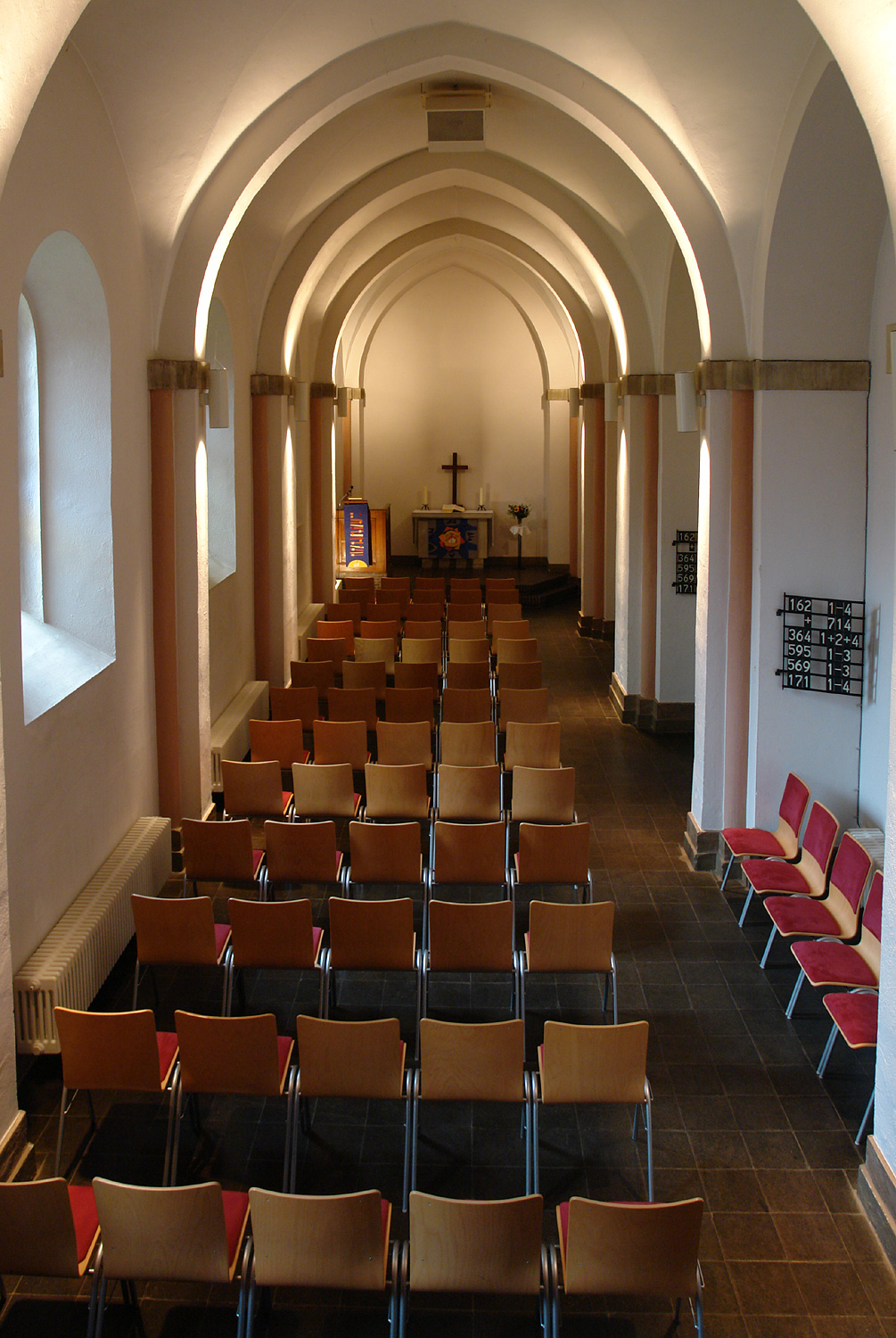
Kirchraum im Nordschiff

Im Zweiten Weltkrieg wurde die Kirche im August 1944 bei den Luftangriffen auf Bremen sehr stark beschädigt. Siegfried Fliedner untersuchte die Ruine und fand an den Türmen Ansätze des ersten, romanischen Mittelschiffs. Beim Wiederaufbau zwischen 1947 und 1959 unter Leitung des Architekten Arthur Bothe wurde das Mittelschiff gegenüber dem Zustand von 1891 stark vereinfacht. Er beließ die zunächst als Provisorium betrachtete flache Betondecke und stellte die Strebebögen nicht wieder her. Das nördliche Seitenschiff wurde beim Wiederaufbau zu einem getrennten Gottesdienstraum für kleinere Besucherzahlen. Die Reste des südlichen Seitenschiffs wurde abgetragen. Der Südturm hatte seine Spitze und damit als einziges Gebäude im Stadtteil sein Dach behalten, aber die Nordwestecke des obersten Turmgeschosses war weggerissen. Beim Wiederaufbau wurde die Spitze vereinfacht. Der Nordturm war ausgebrannt, aber leicht zu reparieren.
Am Heiligabend 1992 wurden drei neue Bronzeglocken eingeläutet. Sie stammen aus der Glockengießerei der Gebrüder Rinker in Sinn und tragen die Namen: Schöpfung (Ton: d′, 1520 kg), Frieden (Ton: e′, 1074 kg) und Gerechtigkeit (Ton: g′, 689 kg).

## Eckdaten und Ausstattung

### Abmessungen
Der Südturm ist am Fußpunkt etwa 6 Meter breit und bis zur Spitze 75 Meter hoch. Der kleinere Nordturm ist etwa 7 Meter breit und mit der goldenen Kugel auf der Spitze des Daches 37 Meter hoch. Das Kirchenschiff hat eine Höhe von 24,5 Meter.
Der gesamte Kirchenbau hat heute eine Länge von 57 Metern und eine Breite von 36 Metern.

### Orgel

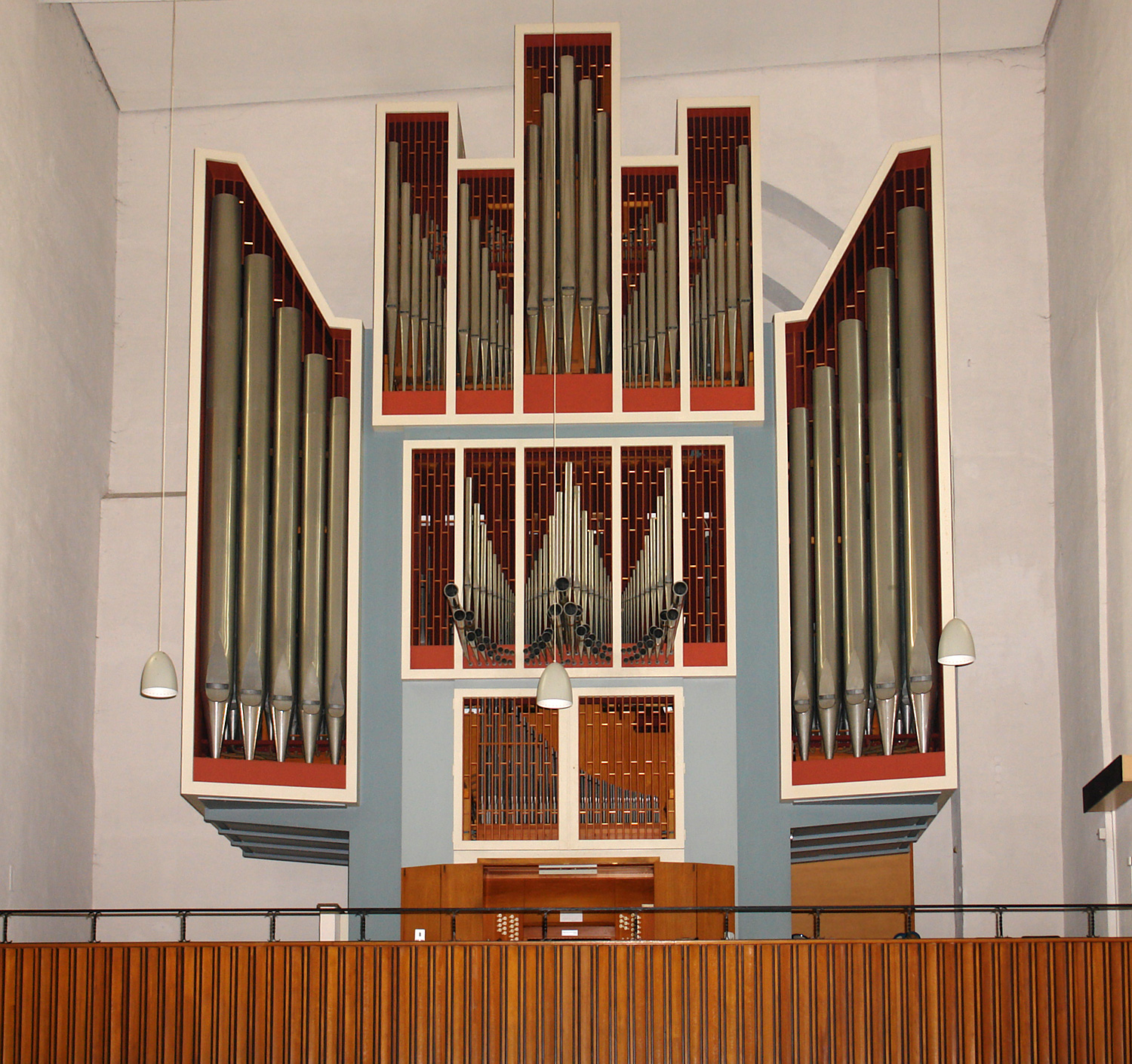
Beckerath-Orgel (1965)

Nach dem Brand der Kirche 1754 wurde 1763 der Orgelbauer Heinrich Wilhelm Eckmann mit einem Orgelneubau beauftragt. Er vollendete 1768 hier sein größtes Werk, das drei Manuale, Pedal und 45 klingende Stimmen besaß. Der geschnitzte Orgelprospekt dazu wurde 1768 von „Snitker“ Johann Krusebecker geschaffen. Die Orgel wurde 1907 durch einen völligen Neubau der Orgelbaufirma Walcker & Cie (Ludwigsburg) ersetzt, wobei der spätbarocke Orgelprospekt erhalten blieb. Teile dieses Prospektes konnten vor der Zerstörung der Kirche 1944 ausgelagert werden und befinden sich in der Obhut des Landesamtes für Denkmalpflege.
1965 bekam die Kirche ein neues Instrument aus dem Hamburger Unternehmen Rudolf von Beckerath Orgelbau.

### Sehenswürdigkeiten

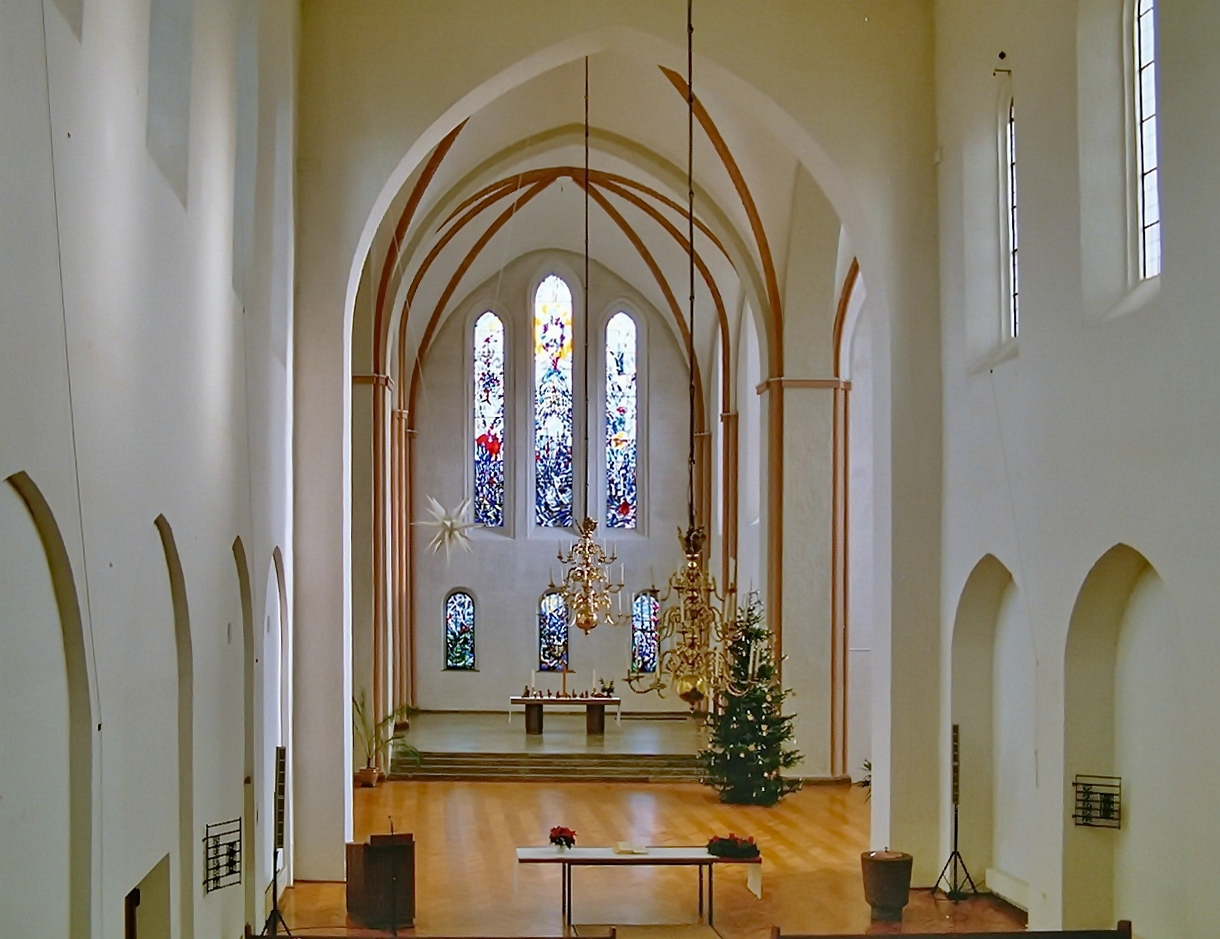
Chor mit Glasfenstern von Erhart Mitzlaff (1967)

Zerstörungen und Umbauten haben von der künstlerischen Ausstattung früherer Jahrhunderte kaum etwas übrig gelassen. Bruchstücke des geschnitzten Orgelprospektes von 1768, der an Schönheit die von St. Martini und St. Ansgarii noch übertraf, können kaum restauriert werden. Gerettet wurden drei kostbare Messingkronen mit Inschriften und einem Gewicht bis zu 500 kg – gestiftet von frommen Nachbarn, Handwerkern und Schiffern im 17. und frühen 18. Jahrhundert.
Aus etwa 10.000 farbigen Glasstücken besteht das sechsteilige Fenstermosaik der Altarwand, das der Fischerhuder Künstler Erhart Mitzlaff 1967 unter dem Gesamtthema „Alte und Neue Welt“ geschaffen hat.

## Name
Die Stephanikirche, niederdeutsch Sunte Steffen genannt, wurde nach dem heiligen Stephanus (um 1 bis um 36/40 n. Chr.) benannt. Er gilt als erster christlicher Märtyrer.
Nach der Übertragung an das Wilhadi-Kapitel wurde sie allerdings zeitweise auch als Wilhadikirche bezeichnet, weswegen Dokumente aus jener Zeit mit großer Vorsicht zu lesen sind.
Vom Schutzpatron der Kirche abgeleitete Namen:
- Stephaniberg, der Dünenhügel, auf dem die Kirche errichtet wurde.
- Stephaniviertel (auch Steffensstadt genannt), eines der vier historischen Viertel
- Stephanibrücke über die Weser
- Stephanikirchweide als frühere Kirchweide der Steffensstadt (heute Teil der Überseestadt)
- Stephanitor („porta sancti Stephani“):
  - zunächst 1284 die Verbindung von der ummauerten Altstadt zum Stephaniviertel, also die spätere Natel,
  - erst nach der Ummauerung der Staphanistadt um 1300 bis 1802/04 deren westliche Verbindung ins Umland
- Stephanitorzwinger, auch Bräutigam genannt, auf der Stephanibastion, 1525 bis 1535 erbaut, 1647 als Pulverturm explodiert.
- Stephanimühle:
  - eine Windmühle auf der Stephanibastion, zunächst eine Bockwindmühle, dann von 1840  bis 1911 eine Holländermühle,
  - eine weitere Mühle, die von 1638 bis 1856 neben dem früheren Zucht- und Werkhaus stand.
- Straßen: Stephanistraße, Stephanikirchhof, Stephanitorbollwerk, Stephanitorsteinweg (früher), Stephanikirchweide, Stephaniwall und Steffensweg
- Stephaniwall als westlicher Teil der Bremer Wallanlagen
- Stephanischule im Kirchspiel von St. Stephani, 1576 der Gemeinde übergeben, Gebäude auf dem Stephanikirchhof 1944 zerbombt.
- Schule vor dem Stephanitor, wurde um 1916 Teil der Schule Helgolander Straße.

## Heutige Bedeutung

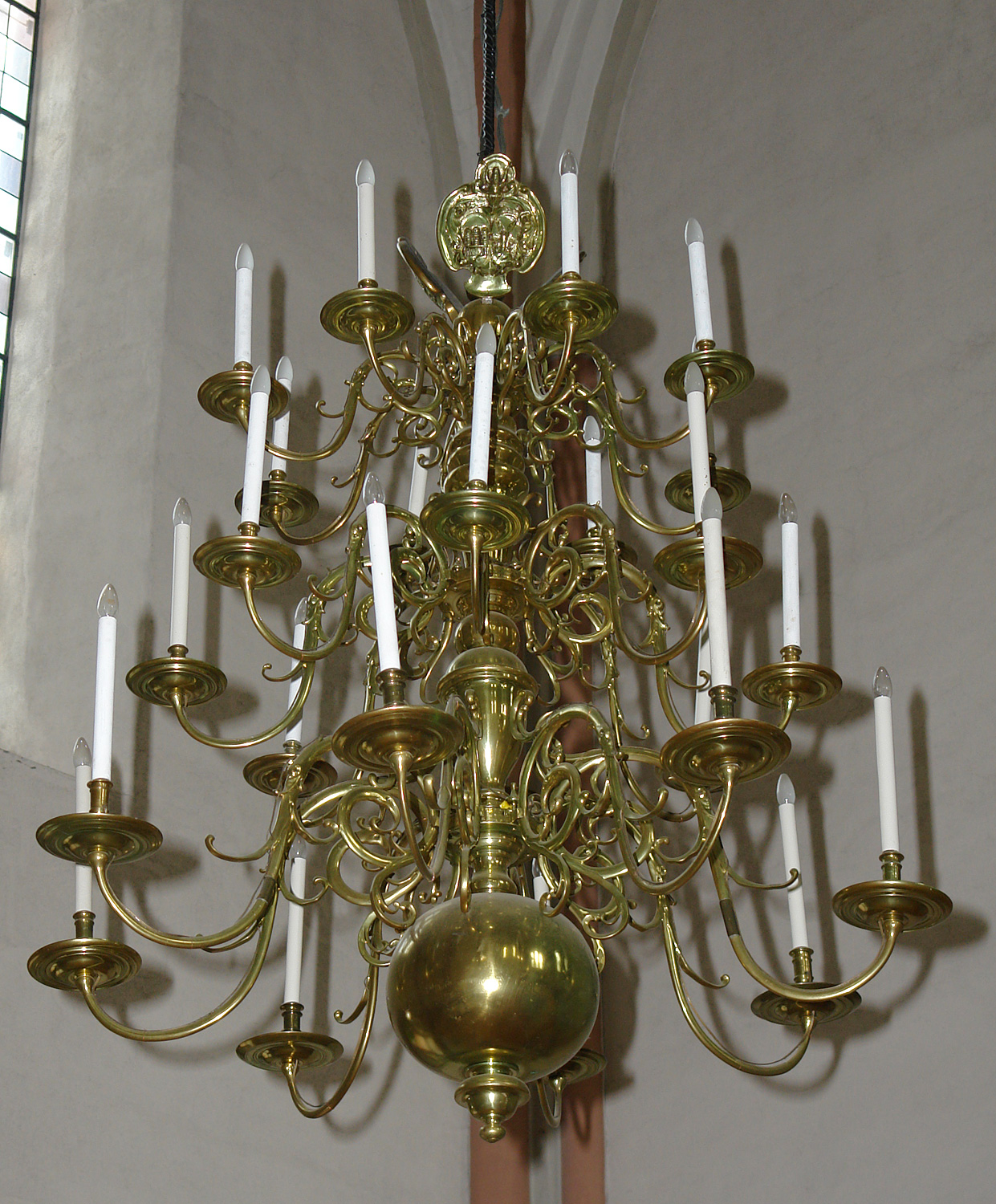
Kronleuchter (17. Jh.)

Die Anzahl der Gemeindemitglieder ist seit den 1950er-Jahren von 6000 auf 1500 Personen gesunken. Neben anderen Faktoren hat dazu insbesondere die Abwanderung aus der Stadtmitte in die Vororte beigetragen. 
Die Gemeinden, St. Michaelis mit der Michaeliskirche und St. Stephani, hatten sich 2009 zur Gemeinde „St. Michaelis-St. Stephani“ zusammengeschlossen. Nach 16 Jahren verschmolz St. Michaelis-St. Stephani mit den Gemeinden Immanuel (Immanuel-Kapelle) und Walle (Waller Kirche) zum 1. Januar 2025 zur neuen Evangelischen Mirjam-Gemeinde.
Im Jahre 1884 wurde der erste St.Stephani-Chor gegründet. Er gehört damit zu den ältesten großen Chören der Hansestadt Bremen. Aus dieser Tradition und den Veränderungen der letzten Jahre erwuchs die heutige Bremer Kantorei St. Stephani, ein moderner, leistungsfähiger Konzert- und Kirchenchor mit einem breitgefächerten Repertoire.
Die Gemeinde ist sowohl im kirchlichen Kernbereich wie auch hinsichtlich darüber hinausgehender Veranstaltungen sehr aktiv. Hervorzuheben sind regelmäßige Kirchenmusikkonzerte und das Projekt „Kulturkirche“.

## Bekannte ehemalige Pastoren
- Conrad Iken, 1720–1753
- Friedrich Adolf Lampe, 1709–1720
- Friedrich Ludwig Mallet, 1827–1865
- Gustav Greiffenhagen, 1931–1967
- Louis-Ferdinand von Zobeltitz, 1981–1995; ab 2007 Leiter des Projektes „Kulturkirche“

## Kulturkirche
Am 1. Januar 2007 wurde das Hauptschiff der Kirche zur ersten Kulturkirche in Bremen. Die Gemeinde benutzt seitdem für den Gottesdienst das Nordschiff, wie sie es schon in der Zeit nach der Zerstörung bzw. dem ersten Wiederaufbau bis 1967 tat.

## Seemannsheim

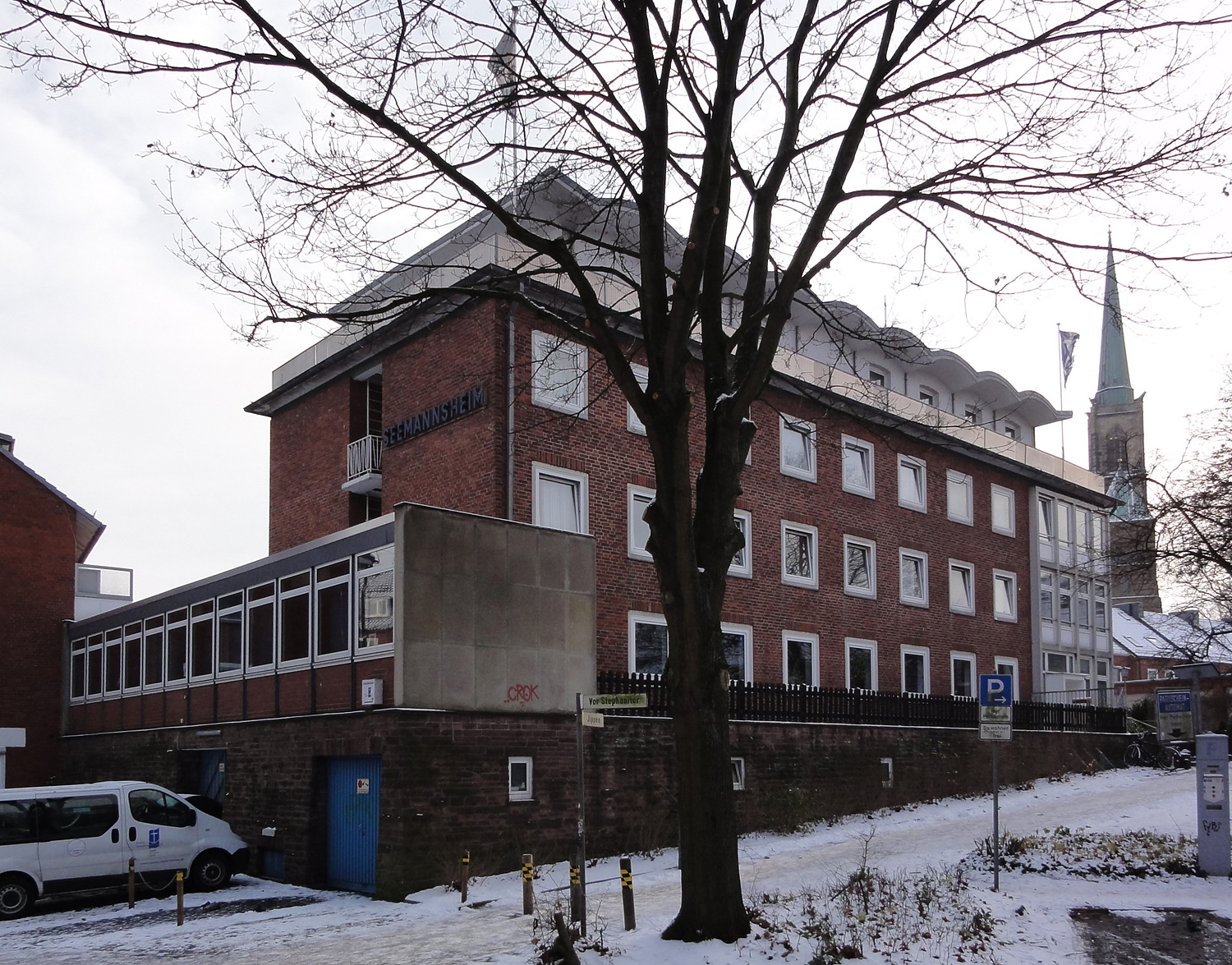
Seemannsheim an der Stephani-Kirche

Im Jahr 1854 gründete der Bremer Reeder Vietor ein Heim für Matrosen und Schiffsjungen. Er tat dies aus seiner christlichen Überzeugung heraus und weil er sich verantwortlich für das Wohl der Seeleute fühlte. Aus diesen Anfängen entstand die heutige Bremer Seemannsmission. Sie hat sich zur Aufgabe gemacht, das geistige und leibliche Wohl der Seeleute und Binnenschiffer zu fördern, sie zu unterstützen und kirchlich zu versorgen.
Im Seemannsheim soll jeder Seemann ein Zuhause für die Zeit finden können, die er in der Fremde lebt – unabhängig von seiner Herkunft, Rasse, Hautfarbe oder Religion. Die Herberge bietet günstige Übernachtungs- und Verpflegungsmöglichkeiten, einen kostenlosen Bustransfer, günstige Telefonkarten, Geldwechselservices und einen Seemannsclub.